# Communauté d’agglomération de Châlons-en-Champagne (vor 2017)
Die Communauté d’agglomération de Châlons-en-Champagne (vor 2017) ist ein ehemaliger französischer Gemeindeverband mit der Rechtsform einer Communauté d’agglomération im Département Marne in der Region Grand Est. Sie wurde am 1. Januar 2014 gegründet und umfasste 38 Gemeinden. Der Verwaltungssitz befand sich in der Stadt Châlons-en-Champagne.

## Historische Entwicklung
Eine bereits seit 2004 bestehende Vorgängerorganisation gleichen Namens wurde mit Wirkung vom 1. Januar 2014 mit der
- Communauté de communes de l’Europort, der
- Communauté de communes de Jâlons und der
- Communauté de communes de la Région de Condé-sur-Marne

fusioniert und unter der gleichen Bezeichnung neu gegründet.
Mit Wirkung vom 1. Januar 2017 fusionierte der Gemeindeverband mit der Communauté de communes de la Région de Mourmelon und bildete so die Nachfolgeorganisation Communauté d’agglomération de Châlons-en-Champagne. Trotz der Namensgleichheit handelt es sich um eine Neugründung mit anderer Rechtspersönlichkeit.

## Ehemalige Mitgliedsgemeinden
1. Aigny
2. Aulnay-sur-Marne
3. Bussy-Lettrée
4. Châlons-en-Champagne
5. Champigneul-Champagne
6. Cheniers
7. Cherville
8. Compertrix
9. Condé-sur-Marne
10. Coolus
11. Dommartin-Lettrée
12. L’Épine
13. Fagnières
14. Les Grandes-Loges
15. Haussimont
16. Isse
17. Jâlons
18. Juvigny
19. Lenharrée
20. Matougues
21. Moncetz-Longevas
22. Montépreux
23. Recy
24. Saint-Étienne-au-Temple
25. Saint-Gibrien
26. Saint-Martin-sur-le-Pré
27. Saint-Memmie
28. Saint-Pierre
29. Sarry
30. Sommesous
31. Soudé
32. Soudron
33. Thibie
34. Vassimont-et-Chapelaine
35. Vatry
36. La Veuve
37. Villers-le-Château
38. Vraux